# Итцин, Грегори
Гре́гори Ма́ртин И́тцин (англ. Gregory Martin Itzin — Ицин; 20 апреля 1948, Вашингтон — 8 июля 2022) — американский актёр. Наиболее известен по ролям президента США Чарльза Логана в телесериале «24 часа» и Генри Уилкокса в сериале «Тайные операции».

## Ранняя жизнь
Родился в Вашингтоне в семье Эвелин Лоретты Смит (англ. Evelyn Loretta Smith) и Мартина Джозефа Итцина (англ. Martin Joseph Itzin). Когда Грегори был в шестом классе, его семья переехала в Берлингтон, штат Висконсин, где его отец был избран мэром. Изначально Итцин собирался стать театральным актёром и учился в Американском консерваторном театре (англ. American Conservatory Theater) в Сан-Франциско. Он участвовал во многих постановках по всей стране.

## Карьера

### Телевидение
Итцин появился в эпизодических ролях во многих различных телевизионных шоу. Одной из его последних значительных ролей был президент Чарльз Логан в популярной телевизионной драме «24 часа». У него была маленькая роль бухгалтера Говарда, работающего на владельца казино, в эпизоде «Команды „А“» под названием «Колесо Фортуны».
В 2005 году Итцин присоединился к «24 часа» в середине четвёртого сезона во второстепенной роли вице-президента Чарльза Логана. В следующем сезоне его персонаж стал президентом, роль была расширена и он стал одной из ведущих фигур в сюжетной линии. Итцин получил номинацию на премию «Эмми» за лучшую мужскую роль второго плана в драматическом телесериале. Ему не надо было пробоваться на эту роль, поскольку он ранее прослушивался для роли во втором сезоне шоу и знал одного из продюсеров. Итцин снялся в четырёх эпизодах шестого сезона, а затем появился в одной из сюжетных арок восьмого сезона, чтобы помочь президенту Эллисон Тейлор сохранить мирный договор. За это Итцин получил номинацию на «Эмми» в категории «Лучший приглашённый актёр в драматическом телесериале».
Итцин играл второстепенные роли в таких популярных сериалах, как «Друзья» (Теодор Хэнниган), «Одно убийство» (Роджер Гарфилд), «Морская полиция: Спецотдел» (директор ФБР) и «Менталист» (Вёрджел Минелли). Также он появился в телесериалах «Ночной суд», «Мэтлок», «Диагноз: убийство», «Джейк и толстяк», «Одинокие сердца», «Справедливая Эми», «Юристы Бостона», «C.S.I.: Место преступления», «Практика», «Притворщик» и культовом фэнтези «Светлячок». Он также изобразил Джона Эшкрофта в телевизионном фильме 2003 года «11 сентября: Время испытаний» и играл Генри Уилкокса в сериале «Тайные операции».
В 2007 году он озвучил сразу несколько персонажей (Уильям Адама, Дик Трейси и полицейский на ночи Хэллоуина у Рэнди) в одной из серий «Робоцыпа». Итцин также часто появлялся в «Звёздном пути», сыграв пять разных персонажей в разных телесериалах в течение многих лет. Он впервые появился во франшизе в 1993 году в роли Илона Талдо в эпизоде «Дакс» «Звёздного пути: Глубокий космос 9». Позже он стал приглашённой звездой в этом шоу ещё раз, сыграв Хаина в эпизоде «Кто скорбит по Морну?». Он также появился как доктор Дисек в эпизоде «Интенсивная терапия» в «Звёздном пути: Вояджер». В последний раз он играл адмирала Блэка в
«Звёздном пути: Энтерпрайз».
Итцин был приглашённой звездой популярного шоу на канале Disney «Ханна Монтана», сыграв миллиардера, чей сын становится романтическим интересом Майли. Он появился в нескольких эпизодах седьмого сезона «Отчаянных домохозяек» в роли пациента в клинике диализа. В 2013 году Итцин исполнил гостевую роль Альфонса, отца Виктора Франкенштейна в эпизоде «Во имя брата» сериала «Однажды в сказке».
В 2015 году имя Итцина появилось в титрах сериала «Гавайи 5.0»; он сыграл Алекса Макки в эпизоде под названием «Не забыто».

### Кино
В фильме «Аэроплан!» Итцин сыграл религиозного фанатика № 1, однако его герой исчезает из действия после первой же сцены.
Он также снялся в «Страхе и ненависти в Лас-Вегасе» в роли портье в отеле, который выглядел очень похожим на актёра Маклина Стивенсона из «Чёртовой службы в госпитале Мэш». Итцин играл психиатра в триллере с Линдси Лохан «Я знаю, кто убил меня» и изобразил тюремного надзирателя в «Законопослушном гражданине».
В 2011 году Итцин исполнил роль бывшего сенатора Джека Стернса, отца Молли Стернс, в фильме «Мартовские иды», в 2012 году сыграл Джона Арчибальда Кэмпбелла в «Линкольне».

### Театр
Итцин получил номинации на премии «Тони» и «Драма Деск» за роль в пьесе «Цикл Кентукки» (англ. The Kentucky Cycle), которая шла, среди прочих театров, на Бродвее; «Цикл Кентукки» является лауреатом Пулитцеровской премии «За лучшую драму».
Он появлялся в многочисленных спектаклях, среди которых постановки таких известных пьес, как «В ожидании Годо» и «Король Лир» (граф Кент). В 2010 году он исполнил роль Кеннета Лэя в бродвейской постановке пьесы «Энрон», основанной на коррупционном скандале в одноимённой корпорации.